# Люби меня (альбом)
«Люби меня» — студийный альбом украинской певицы Софии Ротару, выпущенный в 1998 году на лейбле Extraphone. Музыку для альбома написал российский композитор Владимир Матецкий, а основную часть лирики — поэт-песенник Михаил Файбушевич. Среди авторов также: Александр Шаганов, Лилиана Воронцова, Елена Небылова, Симон Осиашвили и Игорь Кохановский. Для альбома был записан дуэт «Засентябрило» с Николаем Расторгуевым.
В апреле того же года в Государственном Кремлёвском дворце состоялась премьера концертной программы «Люби меня».

## Отзывы и признание
| Оценки критиков | Оценки критиков |
| Источник        | Оценка          |
| --------------- | --------------- |
| Живой звук      | [ 1 ]           |

Александр Кутинов из газеты «Живой звук» написал, что Ротару предстаёт в альбоме в образе «соблазнённой и покинутой космополитичной красавицы, начисто отвергающей „национальные колориты“ времён „Червоной руты“». Отметил он и концептуальные композиции, где «сентиментальные, но цепкие мелодии, околомолодёжный электронный саунд и разборчивые тексты находятся в сладкой и нерушимой гармонии». Подводя итог, он заметил, что «молдавская Бонни Тайлер», похоже, «уверенно чувствует себя в эпоху возрождения диско, по-прежнему сексуально выговаривает гласные и нисколько не томится успехами „Блестящих“, понимая, что настоящих конкурентов у неё нет».
Альбом вошёл в топ-50 самых продаваемых в России в 1998 году по данным «Российского музыкального ежегодника». Песни «Твои печальные глаза», «Было время» и «Свитерок» стали лауреатами фестиваля «Песня года» в 1997 году, а «Звезды как звезды», «Лунная радуга» и «Засентябрило» — в 1998 году.

## Список композиций
| №                   | Название                                      | Текст песни         | Музыка              | Длительность |
| ------------------- | --------------------------------------------- | ------------------- | ------------------- | ------------ |
| 1.                  | «Разошлись пути-дороги»                       | Михаил Файбушевич   | Владимир Матецкий   | 4:31         |
| 2.                  | «Свитерок»                                    | Александр Шаганов   | Владимир Матецкий   | 4:32         |
| 3.                  | «Сделай эту ночь»                             | Михаил Файбушевич   | Аркадий Укупник     | 3:39         |
| 4.                  | «Твои печальные глаза»                        | Лилиана Воронцова   | Владимир Матецкий   | 4:15         |
| 5.                  | «Звёзды как звезды»                           | Михаил Файбушевич   | Владимир Матецкий   | 4:21         |
| 6.                  | «Засентябрило» (дуэт с Николаем Расторгуевым) | Елена Небылова      | Владимир Матецкий   | 4:09         |
| 7.                  | «Было время»                                  | Михаил Файбушевич   | Владимир Матецкий   | 4:41         |
| 8.                  | «Я стала старше на любовь»                    | Симон Осиашвили     | Владимир Матецкий   | 4:16         |
| 9.                  | «Судьба»                                      | Михаил Файбушевич   | Владимир Матецкий   | 4:23         |
| 10.                 | «Лунная радуга»                               | Михаил Файбушевич   | Владимир Матецкий   | 4:29         |
| 11.                 | «Любовь прошедшая»                            | Игорь Кохановский   | Владимир Матецкий   | 3:32         |
| 12.                 | «Люби меня»                                   | Михаил Файбушевич   | Владимир Матецкий   | 5:25         |
| Общая длительность: | Общая длительность:                           | Общая длительность: | Общая длительность: | 52:13        |

## Участники записи
- София Ротару — вокал
- Александр Протченко — аранжировка, клавишные, программирование (1, 2, 4, 6, 9-12)
- Вячеслав Протченко — аранжировка, клавишные, программирование (1, 2, 4, 6, 9-12)
- Илья Брылин — аранжировка, клавишные, программирование (3, 5, 7), бэк-вокал (3, 10)
- Вячеслав Саксонов — аранжировка, клавишные, программирование (8)
- Сергей Логоткин — звукорежиссёр
- Владимир Матецкий — музыка, продюсер
- Анатолий Евдокименко — продюсер
- Лада Колосова — бэк-вокал (1, 2)
- Маша Кац — бэк-вокал (1, 2)
- Александр Дулов — гитара (4, 8, 9, 12)
- Павел Усанов — бас-гитара (5)
- Вячеслав Протченко — баян (5)
- Александр Ерохин — ударные (5)
- Сергей Перегуда — гитара (5)
- Марина Мельникова — бэк-вокал (12)
- Арзу Гусейнов — гитара (12)
- Максим Шаранов — дизайн
- Яков Титов — фотограф